# Ludwik Budka
Ludwik Bartłomiej Budka (ur. 24 sierpnia 1898, zm. 11 listopada 1939) – polski inżynier mechanik, oficer rezerwy artylerii Wojska Polskiego, budowniczy portu w Gdyni, zamordowany w ramach akcji wymierzonej w polską inteligencję.
Urodził się w Lipnie koło Włocławka, studiował na Wydziale Mechanicznym Politechniki Warszawskiej. W styczniu 1930 roku, już jako dyplomowany inżynier, podjął pracę w Wydziale Technicznym Urzędu Morskiego w Gdyni, a od roku 1932 zarządzał warsztatem mechanicznym i taborem samochodowym Zarządu Portu. Mianowany podporucznikiem rezerwy ze starszeństwem z 1 stycznia 1930 roku i 135. lokatą w korpusie oficerów artylerii. W 1934 roku posiadał przydział mobilizacyjny do 1 Pułku Artylerii Ciężkiej w Modlinie.
W 1936 roku powierzono mu pieczę nad urządzeniami przeładunkowymi w postaci stanowiska kierownika Oddziału Dźwigów. Miał opinię znawcy przedmiotu. W prasie fachowej opublikował szereg artykułów i książkę Urządzenia przeładunkowe portu w Gdyni wydaną w Gdyni w 1938 roku.
Po zajęciu Gdyni w dniu 14 września 1939 Niemcy zażądali wydania kilkudziesięciu zakładników, którzy gwarantowaliby spokój w mieście podczas wciąż toczących się walk na Kępie Oksywskiej i Helu. Po ich upadku zakładników zwolnili, ale w jakiś czas później tych, których uznali za niebezpiecznych, aresztowali ponownie i w październiku/listopadzie/grudniu zamordowali w lasach pod Piaśnicą. Budka również został zwolniony i powtórnie aresztowany, a następnie rozstrzelany 11 listopada 1939 roku. Symboliczny grób znajduje się na cmentarzu wojskowym w Redłowie.